# Canton de Reims-8
Le canton de Reims-8 est une circonscription électorale française située dans le département de la Marne et la région Grand Est.

## Géographie
Ce canton est organisé autour de Reims dans l'arrondissement de Reims. Son altitude varie de 74 m (Reims) à 217 m (Cernay-lès-Reims).

## Histoire
Le canton de Reims-VIII est créé par décret du 13 juillet 1973 réorganisant les cantons de Reims.
Il est modifié par le décret du 31 janvier 1985 créant le canton de Reims-10.
Par décret du 21 février 2014, le nombre de cantons du département est divisé par deux, avec mise en application aux élections départementales de mars 2015. Le canton de Reims-8 est conservé et voit ses limites territoriales remaniées.

## Représentation

### Représentation avant 2015
| Période | Période | Identité                | Étiquette   | Qualité                                                |
| ------- | ------- | ----------------------- | ----------- | ------------------------------------------------------ |
| 1973    | 1992    | Jean-Claude Fontalirand | PS          | Professeur Maire de Saint-Brice-Courcelles (1971-1993) |
| 1992    | 2015    | Alain Lescouet          | PS puis DVG | Professeur Maire de Saint-Brice-Courcelles (1993-2020) |

### Représentation après 2015
| Période élective | Période élective | Mandat | Mandat   | Identité           | Nuance | Nuance | Qualité                                                                                     |
| ---------------- | ---------------- | ------ | -------- | ------------------ | ------ | ------ | ------------------------------------------------------------------------------------------- |
| 2015             | 2021             | 2015   | 2021     | Marie-Noëlle Gabet |        | DVG    | Retraitée de l'Education nationale                                                          |
| 2015             | 2021             | 2015   | 2021     | Jean Marx          |        | DVG    | Retraité - Maire de Cormontreuil Ancien conseiller général du Canton de Reims-7 (2008-2015) |
| 2021             | 2028             | 2021   | en cours | Marie-Noëlle Gabet |        | DVG    | Conseillère sortante                                                                        |
| 2021             | 2028             | 2021   | en cours | Jean Marx          |        | DVG    | Conseiller sortant                                                                          |

À l'issue du 1er tour des élections départementales de 2015, trois binômes sont en ballotage : Marie-Noëlle Gabet et Jean Marx (PS, 36,66 %), Patrick Bedek et Sylvie Thourault (Union de la Droite, 27,92 %) et Michelle Larrère et Antoine Lozano Rios (FN, 27,30 %). Le taux de participation est de 50,44 % (7 653 votants sur 15 173 inscrits) contre 48,93 % au niveau départemental et 50,17 % au niveau national.
Au second tour, Marie-Noëlle Gabet et Jean Marx (PS) sont élus avec 43,27 % des suffrages exprimés et un taux de participation de 50,86 % (3 240 voix pour 7 717 votants et 15 173 inscrits).
Jean Marx et Marie-Noëlle Gabet ont quitté le PS.

### Résultats électoraux
Élections cantonales, résultats des deuxièmes tours :
- Élections cantonales de 1979 : 62,06 % pour Jean-Claude Fontalirand  (PS), 37,94 % pour Frédéric Payen (UDF), ??,?? % de participation.
- Élections cantonales de 1985 : 57,44 % pour Jean-Claude Fontalirand (PS), 42,56 % pour Henry Roger (UDF), ??,?? % de participation.
- Élections cantonales de 1992 : 50,53 % pour Alain Lescouet  (PS), 49,47 % pour Gabrielle Nguyen (RPR), ??,?? % de participation[9].
- Élections cantonales de 1998 : 60,08 % pour Alain Lescouet (PS), 39,92 % pour Richard Bosc (RPR), ??,?? % de participation[10].
- Élections cantonales de 2004 : 58,34 % pour Alain Lescouet (DVG), 41,66 % pour Francis Périnard (PS), 60,39 % de participation[11].
- Élections cantonales de 2011 : 72,33 % pour Alain Lescouet (DVG), 27,67 % pour Vincent Tilliole (FN), 40,86 % de participation[12].
- Élections départementales de 2015 : 38,06 % pour Marie-Noëlle Gabet et Jean Marx (PS), 34,15 % pour Michelle Larrère et Antoine Lozano Rios (FN), 27,78 % pour Patrick Bedek et Sylvie Thourault (UMP), 50,86 % de participation.

## Composition

### Composition de 1973 à 1985
Lors de sa création, le canton de Reims-VIII est composé de :
- les communes de Champigny et de Saint-Brice-Courcelles ;
- la portion de territoire de la ville de Reims déterminée par l'axe des voies ci-après : avenue de Laon et route nationale n° 44 dans la traversée de La Neuvillette côté impair, les limites de la ville de Reims et des communes de Saint-Thierry, Alerly, Saint-Thierry et Saint-Brice-Courcelles, la voie ferrée Reims—Soissons jusqu'au pont sur le canal, le canal de l'Aisne à la Marne entre les ponts de Soissons et d'Épernay, la voie ferrée de Reims—Épernay, Reims—Charleville jusqu'à hauteur de la rue Villeminot-Huart, rue Villeminot-Huart, boulevard Joffre de la rue Villeminot-Huart à la rue Chaix-d'Est-Ange (n° 2 à 8) et place de la République de la rue Chaix-d'Est-Ange à l'avenue de Laon.

### Composition de 1985 à 2015

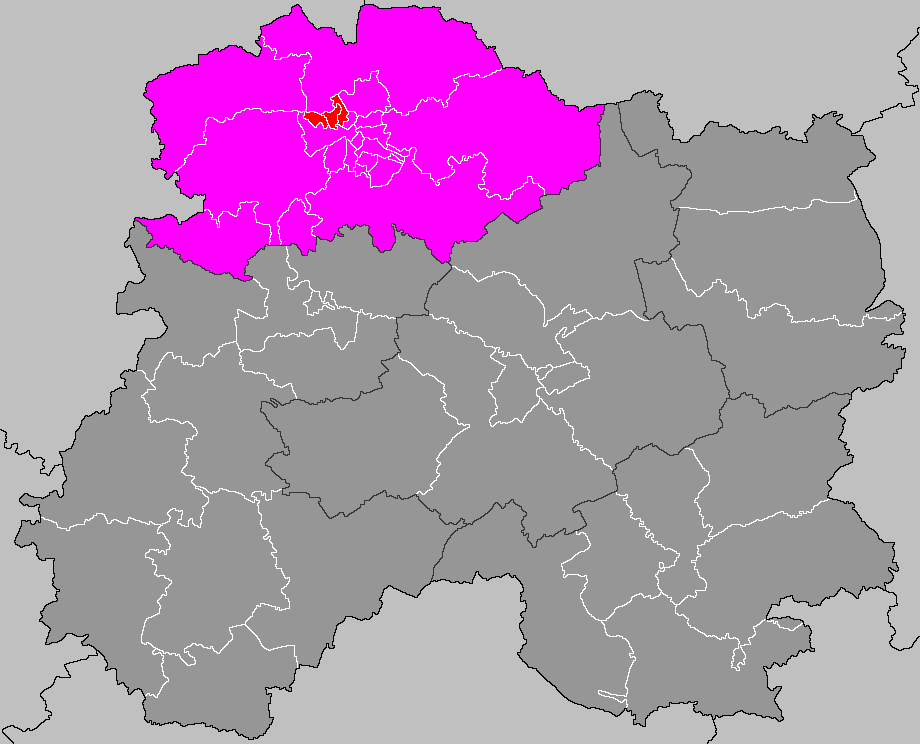
Situation du canton de Reims-8 dans le département de la Marne avant 2015.

Le redécoupage de 1985 entraîne une réduction de la taille du canton. Il est alors composé de :
- les communes de Champigny et de Saint-Brice-Courcelles ;
- la portion de territoire de la ville de Reims située dans l'ancien canton de Reims-VIII située au Nord-Ouest d'une ligne définie par l'axe des voies ci-après : rue Saint-Charles (à partir de la voie ferrée de Paris à Reims), passerelle Saint-Charles, avenue Brébant, boulevard Charles-Arnould, place de la Belgique, rue de Courcelles, rue Alexandre-Henrot, rue Saint-Thierry, rue Jobert-Lucas (jusqu'à l'avenue de Laon).

### Composition depuis 2015
| Nom                           | Code Insee | Intercommunalité | Superficie (km2) | Population (dernière pop. légale)                | Densité (hab./km2) | Modifier                                    |
| ----------------------------- | ---------- | ---------------- | ---------------- | ------------------------------------------------ | ------------------ | ------------------------------------------- |
| Reims (bureau centralisateur) | 51454      | CU Grand Reims   | 46,90            | Fraction : 9 007 (2022) Commune : 178 478 (2022) | 3 806              | modifier les données · modifier les données |
| Cernay-lès-Reims              | 51105      | CU Grand Reims   | 16,49            | 1 566 (2022)                                     | 95                 | modifier les données · modifier les données |
| Cormontreuil                  | 51172      | CU Grand Reims   | 4,62             | 6 454 (2022)                                     | 1 397              | modifier les données · modifier les données |
| Prunay                        | 51449      | CU Grand Reims   | 18,41            | 1 032 (2022)                                     | 56                 | modifier les données · modifier les données |
| Puisieulx                     | 51450      | CU Grand Reims   | 9,07             | 452 (2022)                                       | 50                 | modifier les données · modifier les données |
| Saint-Léonard                 | 51493      | CU Grand Reims   | 3,04             | 100 (2022)                                       | 33                 | modifier les données · modifier les données |
| Sillery                       | 51536      | CU Grand Reims   | 9,20             | 1 830 (2022)                                     | 199                | modifier les données · modifier les données |
| Taissy                        | 51562      | CU Grand Reims   | 11,53            | 2 202 (2022)                                     | 191                | modifier les données · modifier les données |
| Trois-Puits                   | 51584      | CU Grand Reims   | 2,14             | 159 (2022)                                       | 74                 | modifier les données · modifier les données |
| Canton de Reims-8             | 5118       |                  |                  | 22 802 (2022)                                    |                    | modifier les données                        |

Le canton est désormais composé de :
1. huit communes entières,
2. la partie de la commune de Reims située : à l'est d'une ligne définie par l'axe des voies et limites suivantes : depuis la limite territoriale de la commune de Cernay-lès-Reims, rue Germaine-Tillion, chemin des Courtes-Martin, ligne de chemin de fer, rue de l'Escaut à partir de l'intersection avec l'avenue Dieudonné-Costes, rue de la Meuse, avenue de l'Europe, avenue de l'Yser, chemin rural, rue Jankel-Ségal, avenue Henri-Farman, ligne droite dans le prolongement de la rue Gabriel-Fauré, rue Gabriel-Fauré, rue Saint-Léonard, rue Gonzalle, rue Albert-Thomas, rue Henri-Paris, canal de l'Aisne à la Marne, jusqu'à la limite territoriale de la commune de Saint-Léonard ; au sud d'une ligne définie par l'axe des voies et limites suivantes : depuis la limite territoriale de la commune de Cormontreuil, ligne de chemin de fer, avenue de Champagne, rue de Louvois, jusqu'à la limite territoriale de la commune de Cormontreuil.

## Démographie

### Démographie avant 2015
| 1975 | 1982 | 1990   | 1999   | 2006   | 2011   | 2012   |
| ---- | ---- | ------ | ------ | ------ | ------ | ------ |
| -    | -    | 13 125 | 13 578 | 12 899 | 13 665 | 13 894 |

### Démographie depuis 2015
En 2022, le canton comptait 22 802 habitants, en évolution de +0,86 % par rapport à 2016 (Marne : −1,19 %, France hors Mayotte : +2,11 %).
| 2013   | 2018   | 2022   |
| ------ | ------ | ------ |
| 22 017 | 22 724 | 22 802 |